# Adrian Pulis
Adrian Pulis (Zabbar, 30 marzo 1979) è un ex calciatore maltese, di ruolo difensore.

## Carriera

### Club
Ha giocato nella massima serie del campionato maltese con St. Patrick e Hibernians Paola.

### Nazionale
Con la Nazionale maltese ha giocato 2 partite nel 2005.